# 1618년
1618년은 월요일로 시작하는 평년이다.

## 연호
- 명(明) 만력(萬曆) 46년
- 후금(後金) 천명(天命) 3년
- 일본(日本) 겐나(元和) 4년
- 후 레 왕조(後黎朝) 호앙딘(弘定) 19년
- 막 왕조(莫朝) 끼엔통(乾統) 26년 / 롱타이(隆泰) 원년

## 기년
- 류큐(琉球) 쇼네이왕(尚寧王) 30년
- 명(明) 신종 만력제(神宗 萬曆帝) 46년
- 후금(後金) 태조 천명가한(太祖 天命可汗) 3년
- 조선(朝鮮) 광해군(光海君) 10년
- 후 레 왕조(後黎朝) 경종(敬宗) 19년

## 사건
- 인목왕후가 광해군에 의해 폐위되어 서궁에 유폐된다.
- 독일, 30년 전쟁 발발.

## 문화
- 수학 상수 e가 최초로 계산된 기록이 나오다.